# Czerwieniak kongijski
Czerwieniak kongijski (Rubricatochromis lifalili) – gatunek słodkowodnej ryby okoniokształtnej z rodziny pielęgnicowatych (Cichlidae). Został opisany naukowo (pod nazwą Hemichromis lifalili) w 1979 roku z jeziora Tumba w Demokratycznej Republice Konga. W literaturze spotykana jest też nazwa czerwieniak kongolański.

## Występowanie
Jest szeroko rozprzestrzeniony w dorzeczu Konga, z wyjątkiem regionów Shaba i Kasaï. Nie występuje na terenach bagiennych ani w rwących strumieniach. Gatunek bentopelagiczny.

## Budowa
Ciało tej ryby osiąga długość około 8 cm (10 cm) i jest jaskrawo ubarwione, zwłaszcza u samca, najbardziej w okresie tarła. Wówczas tylna krawędź płetwy ogonowej jest intensywnie czerwono obrzeżona. Na czerwonym tle rozłożone są jasnoniebieskie plamki tworzące luźno ułożone linie wzdłuż boków ciała. Intensywność ubarwienia zmienia się w zależności od nastroju ryby.

## Rozród
Ikra jest składana na otwartym podłożu oczyszczonym przez parę przystępującą do tarła. Samiec opiekuje się złożonymi jajami oraz młodymi. Liczba larw wylęgających się z jednego złożenia wynosi około 300.

## Warunki hodowlane
Ryba terytorialna, szczególnie agresywna w okresie godowym (również samice), nie nadaje się do tzw. towarzyskiego akwarium wielogatunkowego. W wystroju zbiornika wskazane jest przygotowanie licznych kryjówek, które umożliwią rybom ucieczkę przed nadmiernie agresywnymi osobnikami. Rośliny tylko mocne i sztywne.
| Zalecane warunki w akwarium | Zalecane warunki w akwarium    |
| --------------------------- | ------------------------------ |
| Zbiornik                    | duży, najlepiej jednogatunkowy |
| Temperatura wody            | 24–28 °C                       |
| Twardość wody               | do 15°n                        |
| Skala pH                    | 6,5–7,5                        |
| Pokarm                      | żywy, płatkowany, mrożony      |